# 이효동
이효동(1989년 2월 17일 ~ )은 대한민국의 남자 배구 선수이며, 안산 OK저축은행 러시앤캐시의 선수이다. 2010-2011 신인 드래프트에서 전체 5순위로 천안 현대캐피탈 스카이워커스에 입단하였다. 이후 두번의 트레이드로 안산 OK저축은행 러시앤캐시에 합류하였다.

## 약력
이효동은 경희대학교 재학 시절 주전 세터로 활약하였다. 이를 바탕으로 2010-2011 한국프로배구 신인드래프트에서 전체 5순위로 천안 현대캐피탈 스카이워커스에 입단하였다.

## 천안 현대캐피탈 스카이워커스시절
2010-2011 한국프로배구 신인드래프트에서 1라운드 5순위로 천안 현대캐피탈 스카이워커스에 입단하였다.

## 구미 LIG손해보험 그레이터스시절
2012년 1월 5일에 주상용과 함께 트레이드로 구미 LIG손해보험 그레이터스로 이적하였다. 2014-2015시즌 후 상무에 입대하였다.

## 구미 KB손해보험 스타즈복귀 후
상무 배구단 복무를 바치고 복귀하였다. 그러나 2016-2017시즌 신인상이자 주전 세터 황택의와 양준식에 밀리며 경기 출장은 거의 하지 못하였다.

## 안산 OK저축은행 러시앤캐시시절

### 2017-2018시즌
2017년 6월 19일 시즌 시작 전에 세터 자원이 필요했던 김요한과 함께 트레이드로 안산 OK저축은행 러시앤캐시로 이적하였다. 이민규선수의 백업으로 시즌을 시작하였다. 이후 이민규가 부진할 때마다 교체출전하고 있다.
2019-2020 시즌 후 임의탈퇴 공시됐다.